# مركز البحث في علم الفلك والفيزياء الفلكية والجيوفيزياء
هو مركز للبحوث في مجال الفيزياء الفلكية وعلم الفلك والجيوفيزياء، (بالفرنسية: CRAAG)‏، ويدعى أيضا «مرصد الجزائر»، المعروف سابقا باسم المرصد في الجزائر العاصمة، فقد اعيد فتحه في عام 1985، والذي بني سنة 1890، من طرف الاحتلال الفرنسي ومعهد فيزياء الأرض في الجزائر في الفترة من عام 1931، ويقع مقره في عين السمارة
في العقد الأخير من القرن التاسع عشر أقام الفرنسيون مرصد الجزائر الفلكي فوق ربوة بضاحية بوزريعة بأعالي الجزائر العاصمة، وزودوه بأستروجراف ومنظار كوديه، وقبل الاستقلال أقيم به منظار راديوي طبقي، لم يستخدم بعد في الغرض الذي أقيم من اجله، وقد ساهم الأستروجراف في أرصاد المناطق المختارة وخريطة السماء ضمن شبكة من المناظير المماثلة في بداية القرن العشرين، وما تزال أجهزة المرصد ومكانه صالحين للرصد، كما أن بالمرصد مكتبه ضخمة تضم كتباً ودوريات عديدة بين قديم حديث.
وهو يشتغل حاليا في دراسة الزلازل وغيرها ويعتمد في دراسته على مرصاد من النوع الكبير وثلاث أقمار صناعية هي:
- آلسات
- السات 1
- السات 2
- السات 3

كما أطلقت ثلات أقمار صناعية في الهند وهي (alsat 1b).(alsat 2b).(alsat 1n) 
وقد تم اطلاق القمر الصناعي الجزائري (alcomsat) باكتوبر من قاعدة حماقير ببشار.

## تاريخ
لا يوجد في كامل القطر الجزائري سوى مرصد واحد يدعى «مرصد بوزريعة» أو «مرصد الجزائر (العاصمة)»، إذ يقع على جبل يشرف على المدينة، على ارتفاع 350 متر، حيث كانت ظروف الرصد ممتازة آنذاك - على خلاف الحال الآن، بني هذا المرصد من طرف الإدارة الفرنسية المستعمرة منذ أكثر من قرن، بالضبط سنة 1882، وفي مطلع القرن لعب المرصد دورا علمياً دوليا هاما، إذ كان من المشاركين الأساسيين في مشروع «خريطة السماء»، الذي شمل 18 مرصدا، وتم تجهيز المرصد بعدد من الآلات، منها خاصة: * منظار مصور قطره 36سم، أسطرلاب «دانجون» لقياس المواقع، ومنظار زوالي.
ولعب المنظار المصور الدور الأساسي فقام بتصوير للسماء على مدى نصف قرن، وبالفعل لا تزال مكتبة المرصد تحفظ الآلاف من اللوحات الصورية للسماء لم يتم بعد استغلالها علميا كما ينبغي، وهي تحمل معلومات فلكية قيمة عن مواقع الأجرام (نجوم، مجموعات، كواكب، أقمار، مذنبات، كويكبات) يصل قدرها الفلكي (magnitude) إلى 12 عادة، و14 في بعض اللوحات. ونشير إلى أن هذه اللوحات المدونة متاحة للدراسة من قبل كافة الفلكيين (الجزائريين وغيرهم).
لكن المرصد أفل نجمه خلال العقود التالية، وتوقف الرصد تدريجيا حتى تحول المرصد إلى شبه متحف، ولم يغلق المرصد بشكل كامل في أي فترة، خاصة أن عدة وزارات (الثقافة والإعلام، والشئون الدينية، والداخلية) ظلت تحتاج إلى «صناع التقاويم».
ثم حدث تغيير إداري هام أثر سلبا على حياة المرصد، إذ تحول من كفالة التعليم العالي والبحث العلمي إلى وزارة الداخلية في مطلع الثمانينات بعدما قررت هذه الأخيرة إنشاء مركز أبحاث وقياسات للزلازل والهزات الأرضية، فأنشأت مركز الأبحاث في علم الفلك وفيزياء الفلك والجيوفيزياء ووضعته في مباني مرصد بوزريعة. ولأن دراسة الزلازل ومحاولة التنبؤ بها علم «مفيد» وعلم الفلك «غير مفيد» حظيت الجيوفيزياء بحصة الأسد من الاهتمام والتطوير وبقي علم الفلك يتيما بل عالة على المسئولين في عقر داره (المرصد)! ومع مطلع التسعينات كان المرصد يضم ما بين 6 و 8 فلكيين مختصين معظمهم حاملين لشهادة الدكتوراه من فرنسا. رغم ذلك لم يتحول المرصد إلى مركز إشعاع لعلم الفلك ولم ينتج أبحاثا (لا من حيث العدد ولا من حيث النوع) وظل نشاطه خافتا ومذبذبا.
ويعود هذا الحال في تقييمنا إلى عدد من العوامل، نلخصها كما يلي:
- انعدام الإمكانيات الأساسية من أجهزة الرصد والقياس والتحليل التي كانت جلها عاطلة ولا تزال، وكذلك أجهزة الحاسوب وشبكاتها، وأخيرا إلى الضعف الرهيب للمكتبة وقلة مراجعها (كتب ودوريات).
- الاختلافات الكبرى في اختصاصات واهتمامات الباحثين، التي كانت تتراوح بين دراسة النشاط الشمسي ودراسة مجموعات المجرات، مرورا بالبلازما البيكوكبية وإعداد التقاويم. وأدى هذا إلى عدم تشكل مجموعات بحث تتطرق إلى مواضيع البحث بشكل فعال وتنتج أبحاثا قيمة وبشكل غزير.
- قلة الاحتكاك بين الباحثين والأسرة الجامعية، إذ لم نشهد إلا قلة قليلة منهم تدرس أي مقرر في معاهد الفيزياء أو تشرف على الطلبة في مشاريع الدراسات العليا.
- قلة النشاط العام، من محاضرات عامة وندوات، ما عدا أسبوع الاحتفال بالعيد «المئوي» للمرصد سنة1992.

## رؤية الأهلة القمرية
يساهم المركز مع اللجنة الوطنية لمراقبة الأهلة ووزارة الشؤون الدينية والأوقاف في رصد الأهلة القمرية، وتتمثل آلية رصد هلال رمضان في الجزائر في عملية ترقب هلال رمضان بتقديم تقرير فلكي مسبق يوضح إمكانية رؤية الهلال في ليلة الشك وفق الحسابات العلمية والفلكية، وهذه الإمكانية تقترن مع اشتراط الرؤية العينية بالعين المجردة من قبل اللجان الولائية لرصد الأهلة التي تساهم بذلك في تحديد بدايات الأشهر القمرية بالطرق العلمية وتعزيزها بالوسائل الرصدية.